# 第25回日本レコード大賞

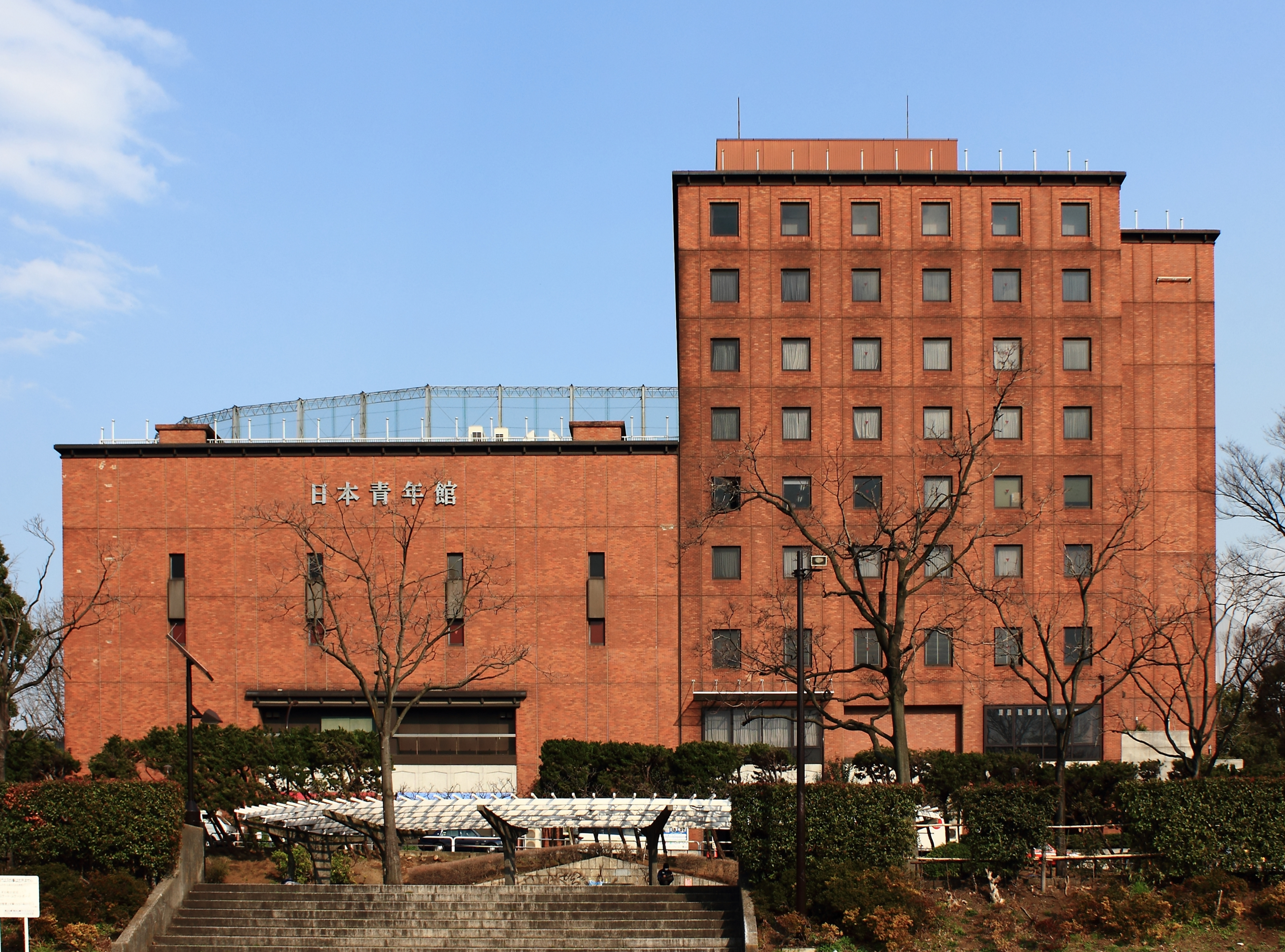
部門賞発表の会場として使われた日本青年館（2代目）

第25回日本レコード大賞（だい25かいにほんレコードたいしょう）は、1983年12月31日（土）に帝国劇場で行われた25回目となる『日本レコード大賞』である。19:00 - 20:55までTBSテレビで生放送された。

## 概要
部門賞の発表は11月23日に「第25回速報！日本レコード大賞」のタイトルで日本青年館ホールで発表された。
第25回の大賞は、細川たかしの「矢切の渡し」に決定した。細川は2年連続2度目の受賞。2連覇は史上初、2度目は1966年（第8回）の橋幸夫以来17年ぶりで、「発売したシングル盤が2作連続して日本レコード大賞を受賞」というのは現在においても細川のみの記録である。TBSの『ザ・ベストテン』年間ベストテン1位の楽曲が受賞したのは、1981年（第23回）から3年連続。
過去にレコード大賞と最優秀歌唱賞の両方を受賞した歌手、五木ひろし・沢田研二・都はるみ・森進一・八代亜紀に特別金賞を授与した。
名物司会者だった高橋圭三がこの年を最後に降板、以降は審査委員になった。
1981年からはじまったゴールデン・アイドル賞が、この年をもって廃止された。
放送された曜日は土曜日であるため、19:00の『まんが日本昔ばなし』（毎日放送制作）、19:30の『クイズダービー』、20:00の『8時だョ!全員集合』の3本が休止された（『レコ大』による休止は1977年以来）。これらの内、『クイズダービー』は翌1984年1月1日に差し替え版『お正月だョ!クイズダービー』、『日本昔ばなし』は翌1月2日に差し替え版『まんが日本昔ばなし お正月大会』をそれぞれ放送したが、『全員集合』は1977年→1978年の様な差し替え版は放送しなかった。
本年度より、福島県でのテレビ中継のネット局が福島テレビから、この年の12月4日にTBS系列局として開局したばかりのテレビユー福島にチェンジしている。
視聴率は1.4P上昇の32.7%。

## 司会
- 高橋圭三 - 15度目の司会。
- 竹下景子 - 4度目の司会。
- 松宮一彦（当時・TBSアナウンサー） - 2度目の司会。

## 受賞作品・受賞者一覧

### 日本レコード大賞
- 「矢切の渡し」
  - 歌手:細川たかし - 2年連続2度目。
  - 作詞:石本美由起
  - 作曲:船村徹
  - 編曲:薗広昭
  - 所属レコード会社:日本コロムビア

### 最優秀歌唱賞
- 「越冬つばめ」
  - 歌手:森昌子

### 最優秀新人賞
- THE GOOD-BYE（曲:「気まぐれONE WAY BOY」）

### 特別金賞
- 五木ひろし（曲:「細雪」）
- 沢田研二（曲:「きめてやる今夜」）
- 都はるみ（曲:「浪花恋しぐれ」）
- 森進一（曲:「冬のリヴィエラ」）
- 八代亜紀（曲:「日本海」）

### 金賞
- 「家路」
  - 歌手:岩崎宏美 - 2年ぶり5度目。前身の歌唱賞を合わせると6度目。
- 「エスカレーション」
  - 歌手:河合奈保子 - 2年連続2度目。
- 「ガラスの林檎」
  - 歌手:松田聖子 - 2年連続2度目。
- 「ギャランドゥ」　
  - 歌手:西城秀樹 - 6年連続6度目。前身の歌唱賞を合わせると9度目。
- 「そんなヒロシに騙されて」　
  - 歌手:高田みづえ - 3年ぶり2度目。
- 「春なのに」
  - 歌手:柏原芳恵 - 2年連続2度目。
- 「ピエロ」
  - 歌手:田原俊彦 - 2年連続2度目。
- 「ミッドナイト・ステーション」
  - 歌手:近藤真彦
- 「め組のひと」
  - 歌手:ラッツ&スター - シャネルズ時代を含めると2年ぶり2度目。
- 「矢切の渡し」
  - 歌手:細川たかし - 2年連続2度目。

### 新人賞
- 岩井小百合（曲:「恋あなたしだい」）
- 大沢逸美（曲:「ダンシング・レディ」 ）
- 小野さとる（曲:「よこはまチャチャ」）
- 桑田靖子（曲:「もしかして・ドリーム」）
- THE GOOD-BYE（曲:「気まぐれONE WAY BOY」）

### ゴールデン・アイドル特別賞（TBS賞）
- 中森明菜

### ゴールデン・アイドル賞
- 石川秀美（曲:「スターダスト・トレイン」）
- 小泉今日子（曲:「艶姿ナミダ娘」）
- シブがき隊（曲:「ZOKKON 命」）
- 中森明菜（曲:「禁区」）
- 早見優（曲:「抱いてマイ・ラブ」）
- 堀ちえみ（曲:「夕暮れ気分」）
- 松本伊代（曲:「時に愛は」）

### ベスト・アルバム賞
- 『綺麗』
  - 歌手:サザンオールスターズ - 2年連続3度目。
- 『ユートピア』
  - 歌手:松田聖子
- 『REINCARNATION』
  - 歌手:松任谷由実 - 3年連続3度目。

### '83アルバムベスト10
- 『ALFEE'S LAW』
  - 歌手:THE ALFEE
- 『NEW AKINA エトランゼ』
  - 歌手:中森明菜
- 『KIYOSHI』
  - 歌手:前川清
- 『綺麗』
  - 歌手:サザンオールスターズ - 3年連続3度目。単独賞時代のアルバム大賞を合わせると4度目。
- 『SHYLIGHTS』
  - 歌手:稲垣潤一
- 『ビタミンE・P・O』
  - 歌手:EPO
- 『PHOTOGRAPHS』
  - 歌手:カシオペア
- 『MELODIES』
  - 歌手:山下達郎 - 3年連続3度目。単独賞時代のアルバム大賞を合わせると4年連続4度目。
- 『ユートピア』
  - 歌手:松田聖子
- 『REINCARNATION』
  - 歌手:松任谷由実 - 3年連続3度目。

### 作曲賞
- 「春なのに」（歌:柏原芳恵）
  - 作曲:中島みゆき - 作詞賞を合わせると5年ぶり2度目。複数賞の受賞は史上初。

### 編曲賞
- 「SWEET MEMORIES」（歌:松田聖子）
  - 編曲:大村雅朗

### 作詩賞
- 「夢芝居」（歌:梅沢富美男）
  - 作詩:小椋佳

### 特別賞
- 遠藤実 - 4年ぶり2度目。
- ディック・ミネ〈テイチク〉
- 林伊佐緒〈キングレコード〉
- 細川潤一〈キングレコード〉
- 吉川静夫〈ビクター音楽産業〉

### 企画賞
- 演歌師（牧村三枝子） 
  - ポリドール(株) - 2年連続2度目。
- ボニー・ジャックス並びにビクター音楽産業(株) - ビクターは2年連続7度目。
- 車椅子のおしゃべり“立山にうたう”（ボニー・ジャックス）
- 「夢芝居」（歌:梅沢富美男）
  - キングレコード(株) - 2年ぶり8度目。

### ロング・セラー賞
- 「さざんかの宿」 　
  - 歌手:大川栄策
- 「ラヴ・イズ・オーヴァー」 
  - 歌手:欧陽菲菲
- 「氷雨」
  - 歌手:佳山明生

## TV中継スタッフ
- プロデューサー：
- 演出：
- 舞台監督：
- 中継担当：
- 音楽:長洲忠彦
- 指揮:長洲忠彦
- 演奏：岡本章生とゲイスターズ・高橋達也と東京ユニオン・ベストアンサンブル
- 製作著作：TBS
- 主催：社団法人 日本作曲家協会、日本レコード大賞制定委員会、日本レコード大賞実行委員会